# روبي القاهرة (فلم)
روبي القاهرة (بالإنجليزية: Ruby Cairo) هو فيلم غموض تم إنتاجه في اليابان والمملكة المتحدة وصدر في سنة 1992.

## بطولة
- آندي ماكدويل
- ليام نيسون
- فيجو مورتينسين

## الميزانية والإيرادات
حقق أرباحا تقدر بـ 608,866 (A) دولار.

## وصلات خارجية
- مقالات تستعمل روابط فنية بلا صلة مع ويكي بيانات